# Bataille de Mindoro
Seconde Guerre mondiale
Batailles
Campagne des Philippines
- Formose
- Leyte
- Golfe de Leyte
- Baie d'Ormoc
- Mindoro
- Maguindanao
- Golfe de Lingayen
- Luçon
- Col de Bessang
- Raid de Cabanatuan
- Bataan (1945)
- Manille (1945)
- Corregidor (1945)
- Baguio (1945)
- Raid de Los Baños
- Visayas
- Palawan
- Mindanao
- Jolo
- Davao
- Raid en mer de Chine méridionale

La bataille de Mindoro est une bataille de la Seconde Guerre mondiale dans le théâtre du Pacifique, plus précisément dans la campagne des Philippines.
La motivation première de l'état-major américain dans la prise de contrôle de cette île était d'y établir plusieurs aérodromes pour pouvoir offrir un meilleur support aérien à la future invasion de l'île de Luçon quelques semaines plus tard. 
La 24e division d'infanterie fut chargée de cette opération assistée par un détachement de deux autres régiments : le 19e régiment et le 503e Parachute Infantry Regiment, opposés à une faible opposition d'environ un millier de soldats et d'environ 200 marins nippons survivants des navires coulés les semaines précédentes.

## La bataille

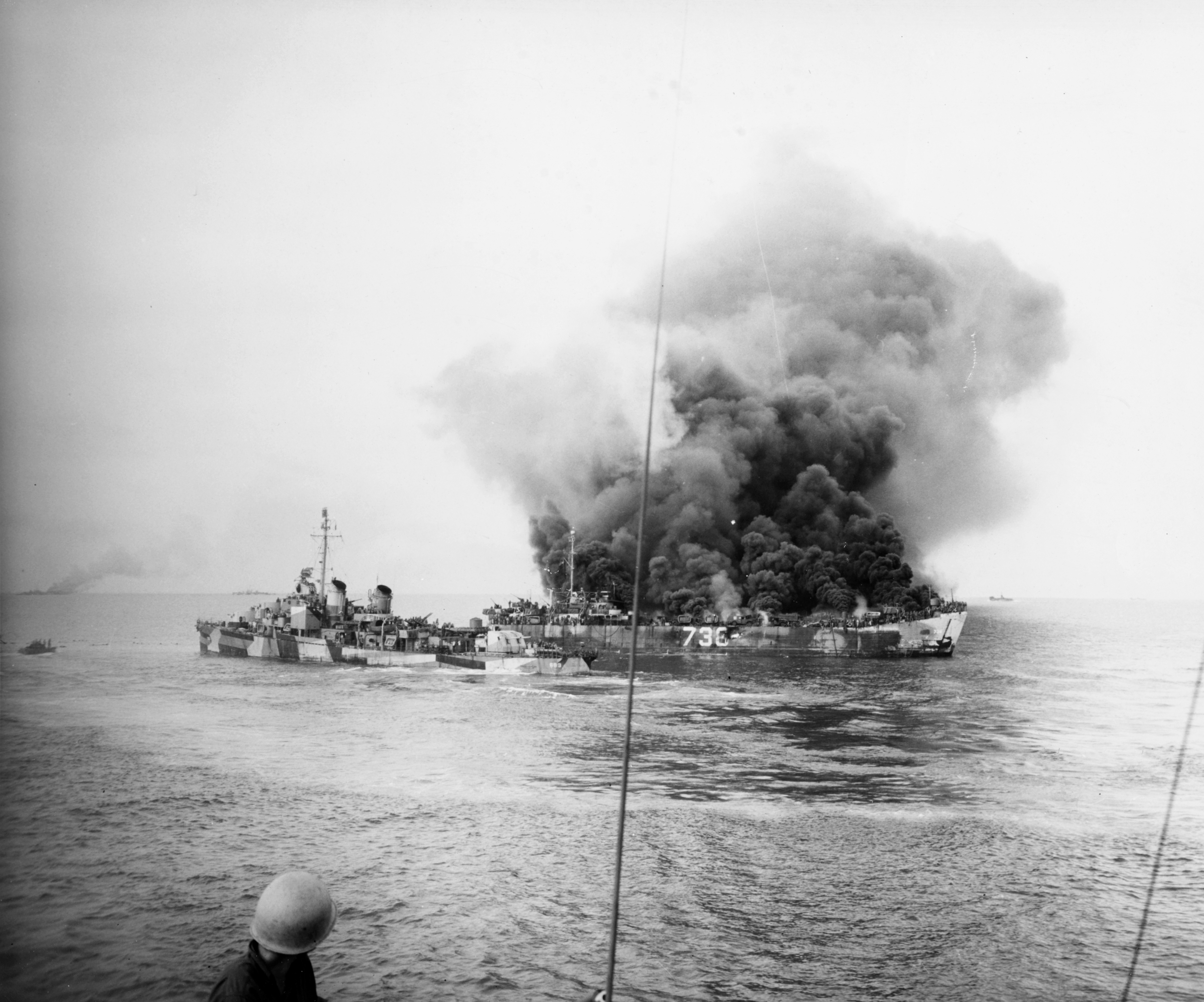
Un LST américain après avoir été touché par un avion kamikaze japonais le 15 décembre 1944

Après un bombardement aéro-naval intensif, les troupes américaines débarquèrent le 15 décembre 1944 au sud de l'île, sans rencontrer d'opposition sur les plages. 
Opposées à une résistance nippone faible et dispersée, les unités américaines n'eurent à essuyer que quelques escarmouches durant leur mission consistant largement en des patrouilles, appuyées et renseignées par la guérilla philippine locale, destinées à débusquer les quelques îlots de défenses disparates rapidement neutralisés en deux jours.
Des débarquements de plus faible envergure eurent lieu le 1er janvier 1945 sur la côte est et ouest de l'île accélérant le processus de sécurisation de toutes les zones côtières en repoussant les troupes japonaises en place vers l'intérieur de l'île.
Les combats en mer précédents, durant ou après la bataille au sol, ont engendré des pertes largement plus lourdes en matériel et vies humaines pour les forces américaines, la Navy subissant des dizaines d'attaques kamikazes coulant plusieurs de ses navires et cargos et en endommageant des dizaines d'autres.

## Conséquences
Les pistes de décollage près de la ville de San Jose sont déjà sous contrôle de l'US Army dès le soir du premier jour de l'invasion, les travaux visant à leur amélioration s'entament le même jour avec l'assistance d'unités du génie australiennes.
Ces pistes seront opérationnelles et actives dès le 23 décembre 1944.